# Before He Cheats
«Before He Cheats» — песня американской кантри-певицы Кэрри Андервуд, вышедшая 19 августа 2006 года в качестве пятого сингла с её дебютного студийного альбома Some Hearts (2005). Авторами песни выступили Josh Kear и Chris Tompkins.
Песня имела большой успех, пробыв 5 недель на первом месте  кантри-чарт Billboard Hot Country Songs, достигнув лучшей пятёрки в Billboard Adult Top 40 и лучшей десятки в Billboard Mainstream Top 40 и Adult Contemporary. В мультижанровом основном американском хит-параде Billboard Hot 100 сингл достиг 8-го места и пробыв 64 недели подряд в этом чарте, стал шестым по этому показателю в истории чарта.
Песня получила несколько наград и номинаций, включая две премии Грэмми.
В 2024 году Rolling Stone поместил песню на 67-е место в своем рейтинге 200 величайших кантри-песен всех времен.

## История
«Before He Cheats» стала первой в истории кантри-песней с тиражом более 2 млн загрузок.
Музыкальное видео для «Before He Cheats» снял режиссёр Роман Уайт.
Видеоклип имел успех и вошёл в список 100 лучших видео кантри-канала CMT: 9-е место в CMT’s 100 Greatest Videos.
К январю 2020 года тираж сингла составил 4,483 млн цифровых загрузок в США. Он стал восьмым самым успешным бестселлером среди всех кантри-песен в США.
Сингл получил 6-кратную платиновую сертификацию RIAA, став самым успешным синглом Андервуд за всю её карьеру.

## Награды и номинации

### 50-я церемония «Грэмми»
| Год  | Номинируемая работа | Категория                             | Результат |
| ---- | ------------------- | ------------------------------------- | --------- |
| 2008 | «Before He Cheats»  | Best Female Country Vocal Performance | Победа    |
| 2008 | «Before He Cheats»  | Best Country Song                     | Победа    |
| 2008 | «Before He Cheats»  | Song of the Year                      | Номинация |

### 33-я церемонияPeople's Choice Awards
| Год  | Номинируемая работа | Категория             | Результат |
| ---- | ------------------- | --------------------- | --------- |
| 2007 | «Before He Cheats»  | Favorite Country Song | Победа    |

### 2007CMT Music Awards
| Год  | Номинируемая работа | Категория                | Результат |
| ---- | ------------------- | ------------------------ | --------- |
| 2007 | «Before He Cheats»  | Video of the Year        | Победа    |
| 2007 | «Before He Cheats»  | Female Video of the Year | Победа    |

### 2007Academy of Country Music Awards
| Год  | Номинируемая работа | Категория               | Результат |
| ---- | ------------------- | ----------------------- | --------- |
| 2007 | «Before He Cheats»  | Music Video of the Year | Победа    |
| 2007 | «Before He Cheats»  | Song of the Year        | Номинация |
| 2007 | «Before He Cheats»  | Single of the Year      | Номинация |

### 2007MTV Video Music Awards
| Год  | Номинируемая работа | Категория       | Результат |
| ---- | ------------------- | --------------- | --------- |
| 2007 | «Before He Cheats»  | Best New Artist | Номинация |

### 2007Country Music Association Awards
| Год  | Номинируемая работа | Категория               | Результат |
| ---- | ------------------- | ----------------------- | --------- |
| 2007 | «Before He Cheats»  | Single of the Year      | Победа    |
| 2007 | «Before He Cheats»  | Song of the Year        | Номинация |
| 2007 | «Before He Cheats»  | Music Video of the Year | Номинация |

### 2007ASCAPCountry Music Awards
| Год  | Номинируемая работа | Категория                       | Результат |
| ---- | ------------------- | ------------------------------- | --------- |
| 2007 | «Before He Cheats»  | Song of the Year                | Победа    |
| 2007 | «Before He Cheats»  | Most Performed Song of the Year | Победа    |

### 2007Teen Choice Awards
| Год  | Номинируемая работа | Категория            | Результат |
| ---- | ------------------- | -------------------- | --------- |
| 2007 | «Before He Cheats»  | Choice Payback Track | Номинация |

## Чарты
| Чарт (2006–2014)                    | Высшая позиция |
| ----------------------------------- | -------------- |
| Канада (Billboard Canadian Hot 100) | 4              |
| Канада (Billboard AC)               | 8              |
| Канада (Billboard CHR/Top 40)       | 8              |
| Канада (Billboard Country)          | 1              |
| Канада (Billboard Hot AC)           | 2              |
| Ирландия (IRMA)                     | 98             |
| США (Billboard Hot 100)             | 8              |
| США (Billboard Adult Contemporary)  | 6              |
| США (Billboard Adult Pop Airplay)   | 5              |
| США (Billboard Hot Country Songs)   | 1              |
| США (Billboard Pop Airplay)         | 9              |

| Чарт (2006)                        | Позиция |
| ---------------------------------- | ------- |
| США Billboard Hot 100              | 6       |
| США Adult Contemporary (Billboard) | 8       |
| США Adult Top 40 (Billboard)       | 16      |
| США Country Songs (Billboard)      | 51      |

## Сертификации
| Регион | Сертификация  | Продажи    |
| --- | ------------- | ---------- |
| Канада (Music Canada) | Платиновый    | 40 000*    |
| Канада (Music Canada) · Ringtone | Золотой       | 20 000*    |
| Великобритания (BPI) | Платиновый    | 600 000    |
| США (RIAA) | 7× Платиновый | 4,483,000  |
| США (RIAA) · Mastertone | Платиновый    | 1 000 000* |
| * Данные о продажах приведены только на основе сертификации. · Данные о продажах + прослушиваниях приведены только на основе сертификации. |               |            |